# Vojenská intervence v Libyi
Vojenská intervence v Libyi je válečná akce mezinárodních (především západních) sil na pomoc povstalcům v Libyi. Byla zahájena na základě rezoluce č. 1973 Rady bezpečnosti OSN, přijaté 17. března 2011. OSN oprávnila členské státy k ochraně civilního obyvatelstva za použití všech nezbytných opatření s vyloučením okupace území Libye. Tohoto cíle se intervenující státy rozhodly naplnit podporou povstalců a svržením vlády plukovníka M. Kaddáfího. To veřejně přiznal 27. března britský ministr obrany Liam Fox, který se přitom odvolal na naplnění rezoluce OSN. Po něm to 10. dubna zopakoval bývalý britský premiér Tony Blair a 14. dubna toto oficiálně potvrdily i další dva členské státy NATO, USA a Německo, prostřednictvím svých ministrů zahraničí Hillary Clintonové a Guido Westerwella. Postoj států NATO jako celku však nebyl zcela jednotný, kupříkladu Německo, i přes výše zmíněnou podporu změny vlády v Libyi, se rozhodlo nenasadit do intervence žádné vojenské jednotky.

## Evakuace zahraničních občanů
Před samotnou intervencí s mandátem OSN probíhala od 21. 2. evakuace zahraničních občanů, z části prováděná zvláštními námořními a leteckými spoji. Evakuována byla též česká i slovenská ambasáda, společně s několika desítkami českých občanů. Bylo podniknuto i několik utajovaných evakuačních akcí ozbrojenými silami Velké Británie, Německa či Nizozemí, které měly za cíl odvézt z rizikové oblasti zahraniční občany, jenž se nacházeli v místech obtížně dostupných pro běžné dopravní spoje. Během nizozemské akce došlo ze strany vládních vojsk k zajmutí vrtulníku podílejícího se na evakuaci i s tříčlennou posádkou, která byla následně předána nizozemskému velvyslanectví. Mezinárodní evakuační úsilí však celkově skončilo úspěchem, ze země se podařilo bezpečně dostat během několika týdnů desetitisíce cizinců.

## Pojmenování operací v rámci intervence
Před přechodem pod velení NATO používaly jednotlivé zúčastněné státy, operující pod záštitou rezoluce OSN, různé názvy národních operací. Francouzská intervence nesla označení operace Harmattan, britská Ellamy, kanadská Mobile a americká Odyssey Dawn. Odyssey Dawn začaly používat i některé další státy, které se k intervenci přidaly později (například Belgie). Dne 23. března 2011 bylo rozhodnuto podřídit aktivity jednotlivých států společnému velení NATO a operace získala název Unified Protector. Belgie se ale rozhodla pro vlastní operaci Freedom Falcon.

## Průběh
Dne 19. března se sešli zástupci Francie, Velké Británie, USA a dalších států na summitu v Paříži, kde bylo odsouhlaseno použití síly k prosazení rezoluce č. 1973. Kolem 15:00 vyrazily první francouzské průzkumné letouny do vzdušného prostoru Libye. Itálie nabídla pět svých leteckých základen k využití pro koaliční síly. Sídlem velení operace se stala Neapol. Kolem 18:00 zaútočila francouzská letadla na vojenské vozidla nedaleko Bengází, podle televize Al-Džazíra byly zničeny čtyři libyjské tanky nedaleko Bengází. Večer potom zahájila americká a britská plavidla ostřelování 22 vybraných cílů – během noci odpálila 124 protizemních řízených střel s plochou dráhou letu Tomahawk. V noci se do akce zapojily i tři americké bombardéry B-2, které zaútočily na letiště u Tripolisu. Do nočních bojů zasáhly také britská Tornada.
V neděli 20. března útoky na Libyi kritizoval generální tajemník Ligy arabských států Amr Músá, s tím že cílem operace měla být ochrana civilního obyvatelstva a ne jeho zabíjení; proti leteckým úderům na civilní cíle protestovalo i Rusko.

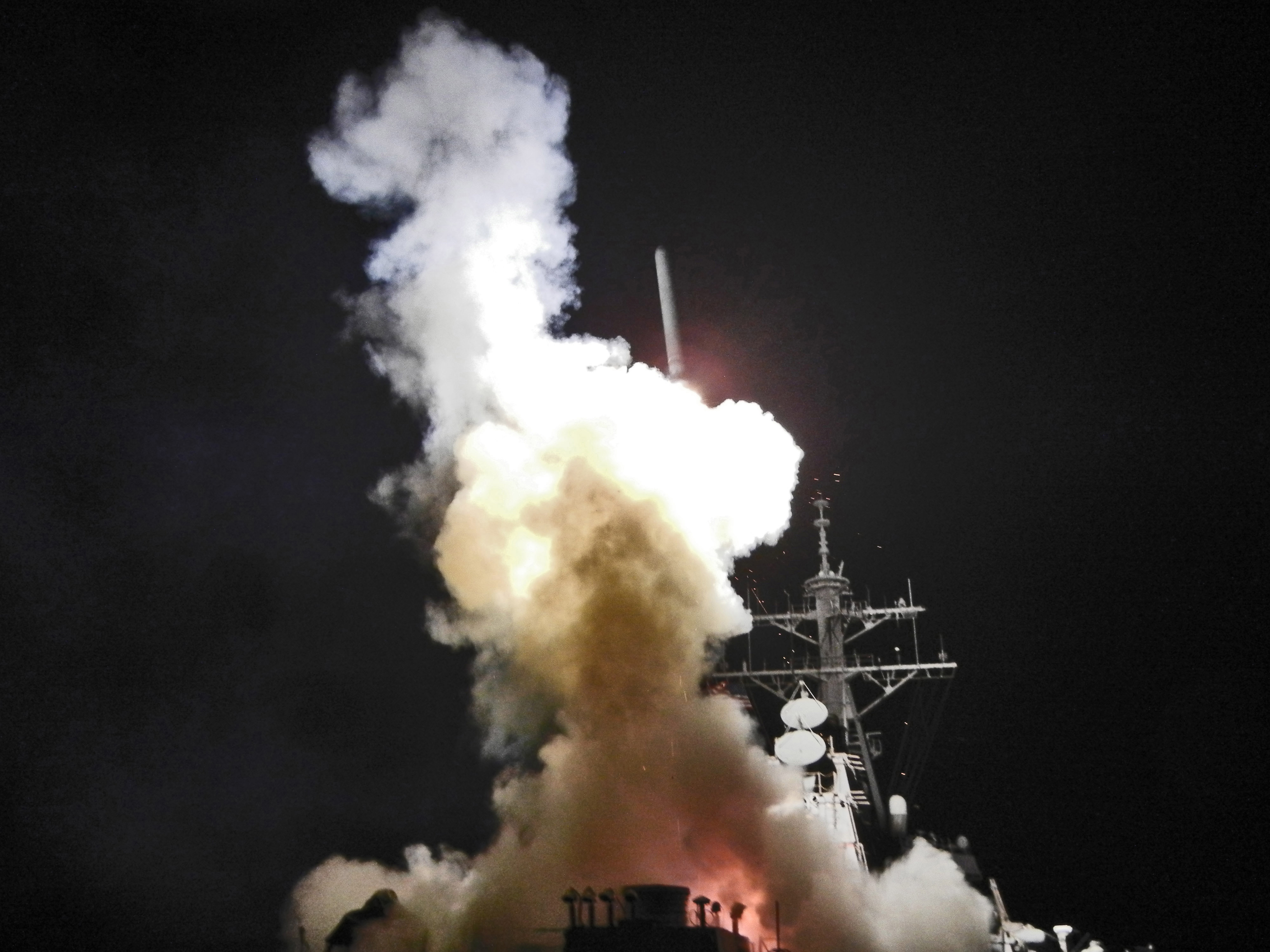
Start řízené střely Tomahawk z amerického torpédoborce USS Barry vyslané na podporu operace proti Libyi, 19. března 2011

21. března nálety donutily vojska Muammara Kaddáfího k ústupu od města Benghází a jejich původního záměru jej dobýt. Loajalistické jednotky se tak stáhly k městečku Adždabíja vzdáleného deset kilometrů od původního cíle.
Dne 23. března se k operaci přidalo i NATO, které se zavázalo podílet se na námořní blokádě Libye a tím zabezpečení zbrojního embarga. Členské země NATO pro tento účel vyčlenily 22 lodí. O den později bylo rozhodnuto o participaci NATO na prosazení bezletové zóny.
4. 6. Do operací byly poprvé nasazeny bojové vrtulníky, celkově čtyři francouzské Tigre z vrtulníkové výsadkové lodě Tonnerre a čtyři britské Apache z HMS Ocean. Bojové vrtulníky tak umožnily přesnější útoky, zejména na cíle, které jsou hůře zpozorovatelné z letadel.
1.7. Francie otevřeně přiznala že vyzbrojila povstalce zbraněmi, zásobování proběhlo ve formě shozů z letadel. Tento krok byl kritizován některými státy, zejména Ruskem a Čínou jakožto porušování embarga OSN na dovoz zbraní do Libye. Francie na kritiku odpověděla s tím, že tyto dodávky byly nutné, neboť měly sloužit civilnímu obyvatelstvu k sebeobraně.
19.8. Dvě formace britských letounů Typhoon a Tornado zaútočily v Tripolisu osmi bombami na operační místnosti libyjského ministerstva vnitra.
20.8. Britská letadla provedla útok na velící stanoviště Kaddáfího vojsk, která zajišťovala obranu Tripolisu, stejně jako na komunikační uzly a obrněné jednotky rozmístěné v okolí města. Celkově bylo zasaženo 22 cílů.

21.8. Bombardování před úsvitem pokračovalo, devět pum paveway bylo shozeno na zpravodajské centrum nedaleko centra zpravodajských a výzvědných operací Baroni. Tyto nálety pak pomohly snížit schopnost režimu reagovat na povstání ve městě.
25.8. - 26. 8. Britská letadla zaútočila na Kaddáfího jednotky v okolí jeho rodiště Syrta, přičemž zasaženo bylo 29 vojenských vozidel společně s velícím bunkrem. V průběhu druhého dne bylo zasaženo 19 cílů, převážně armádních vozidel.
Britský ministr obrany Liam Fox prohlásil že NATO hraje aktivní roli ve snaze najít Muammara Kaddáfího, mluvčí NATO Oana Lungescu však zároveň popřel že by "NATO cílilo na konkrétní jedince."
Letadla NATO celkově v průběhu intervence absolvovala 26 323 letů, většinu z nich však tvořily lety tankerů, AWACS či zpravodajské lety. Na moři pak bylo kontaktováno 3124 plavidel, přičemž 11 z nich bylo odkloněno.

## Nasazené vojenské síly

### USA
- USS Mount Whitney, velitelská loď třídy Blue Ridge[36]
- USS Kearsarge, vrtulníková výsadková loď třídy Wasp[36]
- USS Ponce, amphibious transport dock třídy Austin[36]
- USS Barry, torpédoborec třídy Arleigh Burke[36]
- USS Stout, torpédoborec třídy Arleigh Burke[36]
- USS Providence, jaderná útočná ponorka třídy Los Angeles[36]
- USS Scranton, jaderná útočná ponorka třídy Los Angeles[36]
- USS Florida, ponorka třídy Ohio nesoucí řízené střely Tomahawk[36]

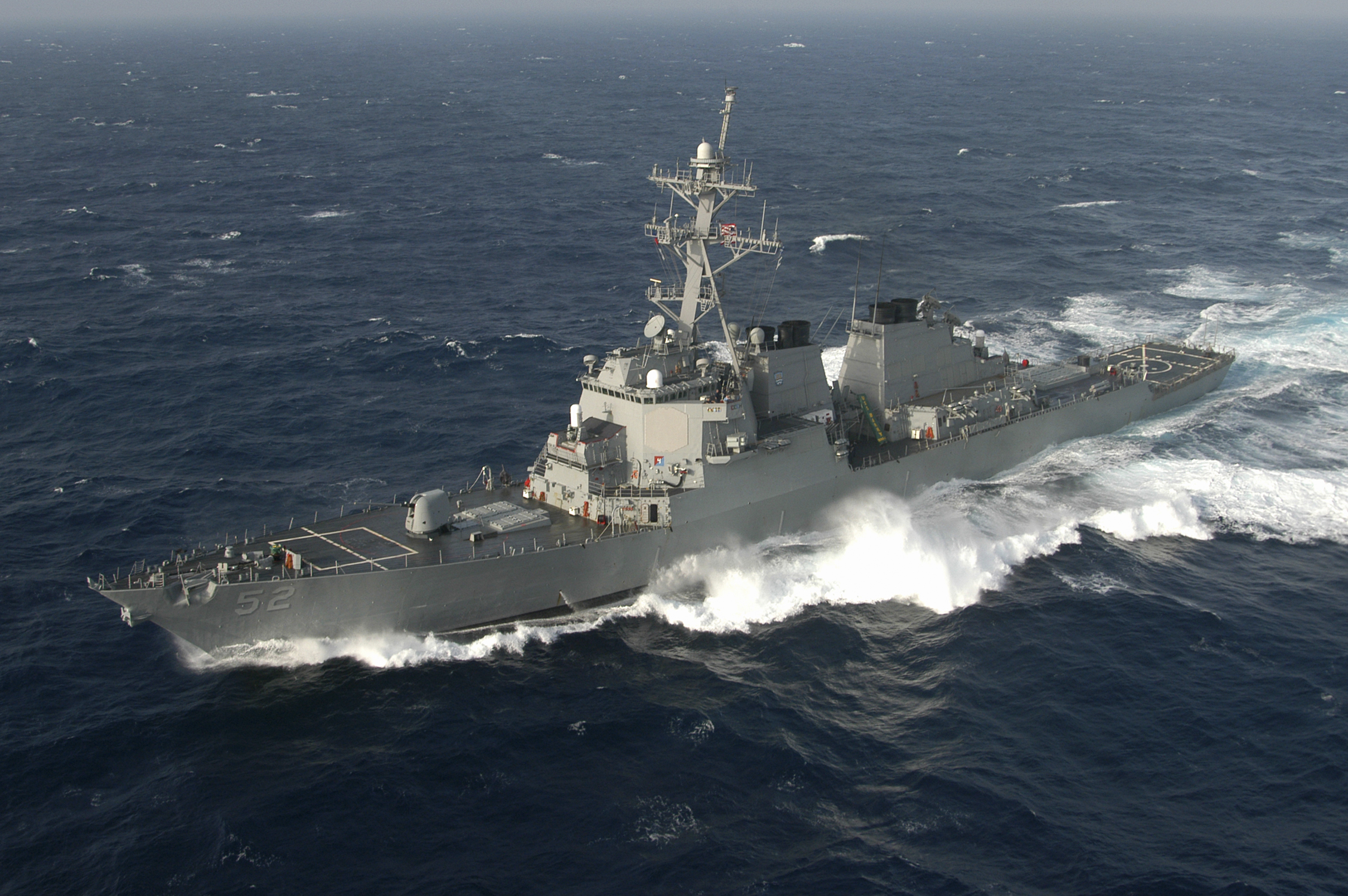
Torpédoborec USS Barry

- 3× B-2 strategický bombardér s vlastnostmi stealth
- F-15, víceúčelový stíhací letoun
- F-16, víceúčelový stíhací letoun
- E-3 Sentry, letoun včasné výstrahy[37]
- 4× AV-8B Harrier II, bitevní letoun s charakteristikou VTOL
- 6× Fairchild A-10 Thunderbolt II[37]
- 2× Lockheed AC-130[37]
- 2× Rockwell B-1 Lancer[37]
- Lockheed EC-130[37]
- RQ-4 Global Hawk[37]

### Velká Británie
- HMS Westminster, fregata typu 23[36]
- HMS Cumberland, fregata typu 22[36]

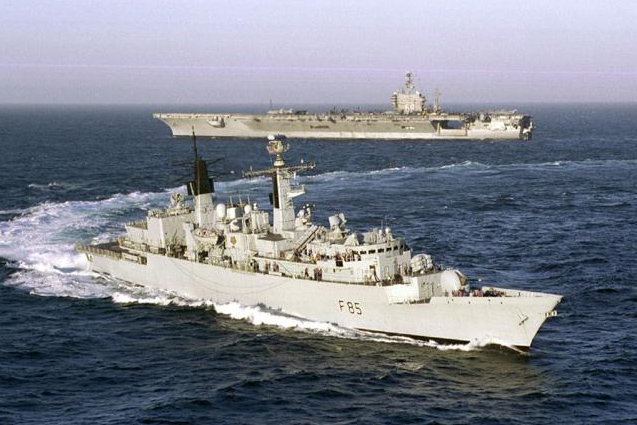
Fregata HMS Cumberland

- HMS Triumph, jaderná útočná ponorka třídy Trafalgar[36]

- 4× Panavia Tornado GR4, útočný letoun
- 10× Eurofighter Typhoon[37]
- Nimrod, průzkumný letoun[37]
- Sentinel, průzkumný letoun[37]

### Francie

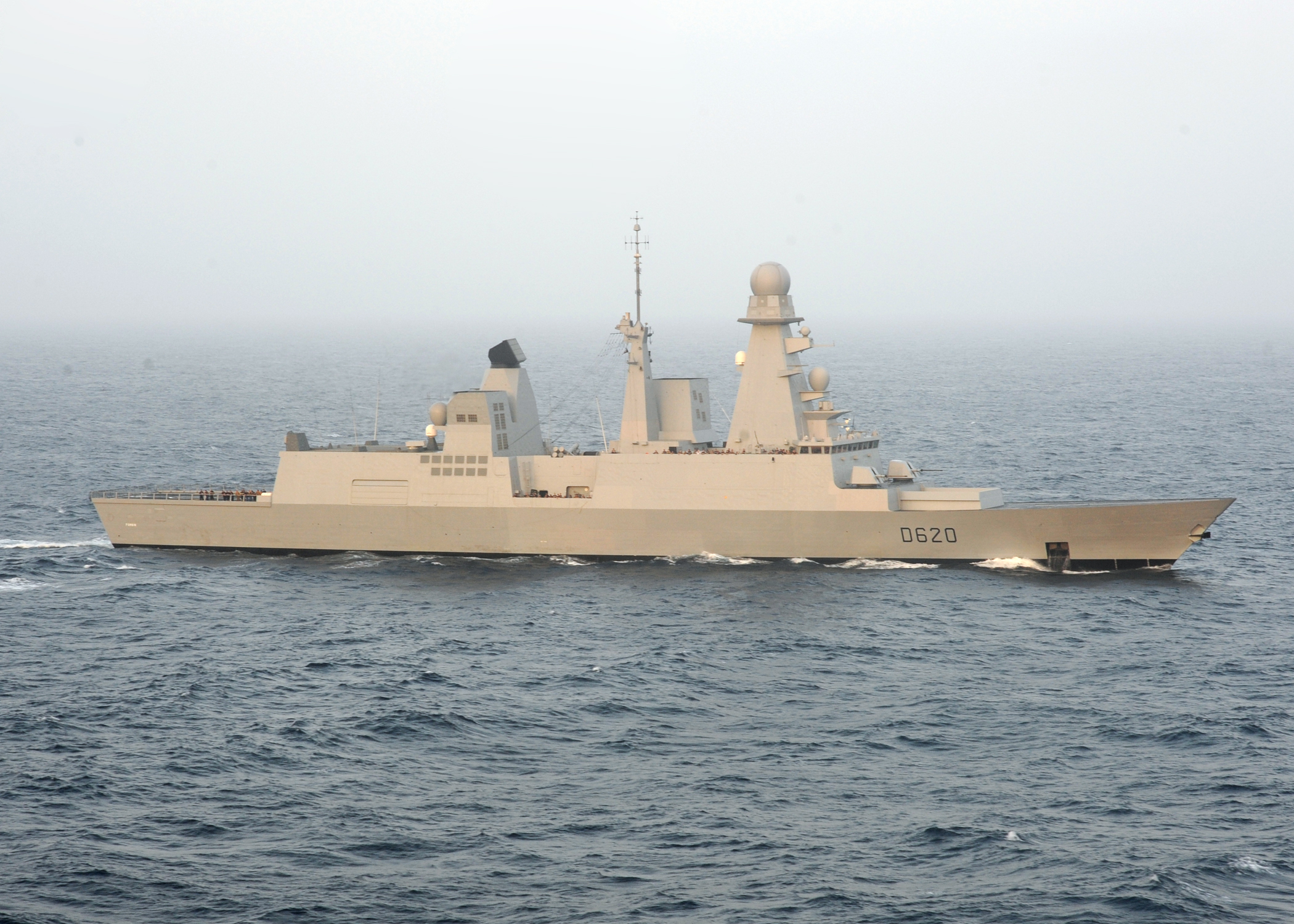
Fregata Forbin

- Charles de Gaulle, letadlová loď s jaderným pohonem[37]
- Dupleix, fregata třídy Georges Leygues[37]
- Aconit, fregata třídy La Fayette[37]
- Forbin, fregata třídy Horizon
- Jean Bart, fregata třídy Cassard
- Meuse, tankovací loď[37]

- 4× Dassault Mirage 2000, víceúčelový stíhací letoun
- 8× Dassault Rafale, víceúčelový stíhací letoun

### Kanada
- HMCS Charlottetown, fregata třídy Halifax
- 6× McDonnell Douglas CF-18 Hornet, víceúčelový stíhací letoun[38]
- 2× CP-140 Aurora[37]

### Španělsko
- 1× Tramontana, diesel-elektrická útočná ponorka třídy Agosta[39]
- 1× Méndez Núñez, fregata třídy Álvaro de Bazán[39]
- 4× F-18, víceúčelový stíhací letoun[39]
- 1× tankovací letoun[39]
- 1× CASA/IPTN CN-235, záchranný letoun[39]

### Itálie
- 4× F-16 [37]

### Dánsko
- 6× F-16 [37]

### Belgie
- 6× F-16 [37]

### Norsko
- 6× F-16 [37]

### Katar
- 4× Dassault Mirage 2000[37]

### Spojené arabské emiráty
- 6× Dassault Mirage 2000[37]
- 6× F-16 [37]

### Švédsko
- 8× Saab JAS-39 Gripen[40]

### Nizozemsko
- 6x F-16[41]
- 1x minolovka Hr. Ms. Haarlem[41]
- 1x letecký tanker [41]

## Libye po vojenské intervenci
Po svržení libyjského vůdce Kaddáfího se Libye propadla do chaosu a stala se klíčovou tranzitní zemí pro africké migranty mířící do Evropy. V říjnu 2014 ovládli město Darná na východě Libye bojovníci Islámského státu.